# Recursos de conflicto
Los recursos de conflicto son recursos naturales cuya explotación y comercio sistemáticos en un contexto de conflicto contribuyen, se benefician o resultan en la comisión de violaciones graves de los derechos humanos, violaciones del derecho internacional humanitario o violaciones que constituyen crímenes de derecho internacional. Esta definición, elaborada por la organización Global Witness en 2007, es también utilizada por la ONU y otros organismos internacionales. Los recursos de conflicto más comunes son la madera, los diamantes, los 3TG y otros minerales de conflicto, el petróleo, y otros bienes de conflicto como la información, el ganado, la fauna salvaje o la pesca, las tierras fértiles, el agua o incluso seres humanos.
La UNEP calcula que aproximadamente 4 de cada 10 conflictos intraestatales guardan relación con los recursos naturales, y que esta relación duplica el riesgo de una recaída del conflicto en los primeros cinco años. En los últimos 30 años al menos 18 conflictos violentos han sido financiados por la explotación de recursos naturales.
Por otro lado, el informe World Atlas of Illicit Flows de 2018 identifica los delitos ecológicos como el mayor motor financiero de los conflictos, y señala que los recursos de conflicto constituyen el 38 por ciento del financiamiento de conflictos y grupos armados no estatales. Estos recursos acostumbran a tener una alta rentabilidad ya que pueden ser explotados sin una inversión alta en tecnología y conocimientos, y se pueden explotar en zonas con un bajo control gubernamental.

## Características
La Unión Europea define las “zonas afectadas por conflictos y de alto riesgo” en el reglamento sobre minerales de conflicto de la UE como “zonas en estado de conflicto armado, situaciones frágiles de posconflicto y zonas con una gobernanza y seguridad débil o inexistente, así como Estados fallidos, o con violaciones generalizadas y sistemáticas del derecho internacional, incluyendo abusos de los derechos humanos."
Los recursos de conflicto constituyen un recurso económico del que pueden disponer las facciones involucradas en un conflicto, un recurso por el que vale la pena luchar y una fuente de ingresos para el Estado y beligerantes no estatales para financiar sus campañas. Consisten principalmente en recursos que se puedan saquear, que puedan extraerse y comercializarse con relativa rapidez, a bajo coste, y generalmente en condiciones informales, pero en otros casos consisten también en la explotación de recursos que requieren una inversión y una formación más altas como el petróleo o la mena de hierro, o incluso en recursos no saqueables como los bienes raíces. No tienen porque ser recursos ilegales según la legislación internacional o nacional, de hecho muchas veces se comercian como productos legales en los mercados internacionales y las actividades económicas involucradas se consideran lícitas. El comercio con grupos rebeldes se considera legal bajo la legislación internacional a menos que las Naciones Unidas hayan impuesto sanciones específicas.
Estos recursos también pueden ser la causa de un conflicto aunque no acostumbran a ser la única causa, ni tampoco la única fuente de ingresos, sino que suelen formar parte de un cúmulo de factores como son los problemas económicos, los conflictos étnicos o los conflictos en los países vecinos. Paul Collier describió tres componentes económicos que pueden aumentar la probabilidad de un conflicto: una renta baja, un crecimiento lento y el acceso a recursos naturales. Este último está íntimamente relacionado con la capacidad de los actores del conflicto de acceder a los mercados internacionales, teniendo en cuenta que estos actores no siempre reconocen las fronteras Estatales. El control de la explotación de los recursos o los efectos que esto puede ocasionar en el medio ambiente por sus consecuencias y riesgos ambientales que puedan amenazar la salud, los medios de vida y la seguridad de las personas, son factores que pueden influenciar en la intensidad de un conflicto en todas sus fases, desde el inicio de las hostilidades hasta las negociaciones y perspectivas de paz duradera.
Los beneficios pueden obtenerse tanto de la venta de estos recursos naturales como por la imposición de tasas, la venta de permisos de extracción, cobros en puntos de control de carreteras, tasas de seguridad o alquiler de servicios de mercenarios, etc. Los recursos naturales con un valor mayor de mercado tienen más probabilidades de ser utilizados para financiar las fuerzas armadas y la adquisición de armas, y la captura y control de las zonas de extracción o producción de estos recursos suele ser un objetivo estratégico en las campañas militares. Los grupos armados pueden obtener ingresos de los recursos sin la necesidad de gestionarlos directamente, y la extorsión y el soborno han sido ampliamente documentados en zonas de conflicto con abundantes recursos. La utilización de los recursos como un método de financiación también transforma las actividades de los organismos involucrados en económicas además de políticas. El acceso de los grupos rebeldes a fuentes de financiación más accesibles cambia el curso y la estructura de los conflictos, por ejemplo facilitando las operaciones militares de mayor escala, contribuyendo a que los conflictos se expandan a otras regiones circundantes o alargando los conflictos.
Las empresas que trabajan en la extracción, procesamiento y transporte de este tipo de recursos son uno de los agentes principales del comercio de recursos de conflicto. Empresas como las petroleras, mineras u otras han estado vinculadas históricamente a las zonas de conflicto y a las zonas con gobernanza baja, ya sea por sus lazos con la financiación de las facciones violentas como por su implicación en las redes estatales de corrupción. En general las empresas no suelen cumplir con la diligencia debida voluntaria de controlar el origen de los materiales que adquieren y evitar los provenientes de zonas de conflicto.

### Consecuencias
Las consecuencias sociales y económicas asociadas a los recursos de conflicto suelen ser la expropiación de tierras utilizadas u ocupadas por grupos indígenas y otras poblaciones locales, lo que resulta en la pérdida de ingresos y potencial de ganancias tanto para las comunidades como para los gobiernos locales, la quiebra de las empresas forestales legítimas al distorsionar los precios del mercado y competir injustamente con la madera producida en bosques bien gestionados o la prevención de un desarrollo económico sostenible. Las redes comerciales en tiempos de guerra y la tala por parte de facciones armadas pueden persistir en el período de posguerra, especialmente cuando los conflictos tienen un final confuso como en el caso de Colombia.
Por otro lado a nivel ecológico está asociada a la degradación de los ecosistemas y a la destrucción de los hábitats de la fauna salvaje, a la pérdida de especies en peligro de extinción, al empeoramiento del ciclo hidrológico, a la reducción de la capacidad productiva de los espacios naturales y a la liberación de sustancias contaminantes y peligrosas al medio ambiente natural durante los conflictos. Tanto los conflictos como los periodos posteriores a un conflicto provocan una reducción o suspensión de las actividades de conservación debido a preocupaciones de seguridad y desvío de recursos de ayuda internacional para el mantenimiento de la paz.
A nivel institucional está ligado a una pérdida de servicios básicos y a la disrupción de las instituciones estatales, iniciativas y mecanismos de coordinación, lo que lleva a empeorar las malas gestiones, a disminuir de las inversiones, a un aumento de las prácticas ilegales y al colapso de prácticas ambientales positivas.

## Iniciativas

### Iniciativas internacionales
A nivel internacional se han tomado algunas medidas para controlar este tipo de financiamiento a partir de la madera. Inicialmente se empezaron a tomar acciones para abordar el comercio y la financiación de los recursos de conflicto mediante medidas que abordaban este problema caso por caso, generando marcos legales para cada recurso como el Proceso de Kimberley, pero una definición acordada internacionalmente y una legislación internacional permanente, en lugar de ad hoc, facilitaría los procesos de detección y penalización de las empresas y comerciantes de recursos que se saltan las sanciones y se relacionan con los beligerantes..En muchos casos la desvinculación de los productores con las facciones involucradas en un conflicto solo puede pasar por la mejora del nivel de vida de la población local, ya que sin ellas ni siquiera es posible asegurar las mínimas condiciones que permitan la aplicación y un funcionamiento efectivo de permisos o licencias.
La mayoría de las medidas políticas de la Unión Europea o de las Naciones Unidas relativas a los recursos de conflicto van dirigidas a la aplicación de sanciones a los regímenes en cuestión, resoluciones complementarias del Consejo de Seguridad de la ONU, o incluso sanciones unilaterales implementadas a nivel nacional. Aunque las sanciones económicas y comerciales pueden modificar directamente el flujo de recursos y dificultar la financiación de la guerra mediante los recursos, se han utilizado en gran medida como medida coercitiva y como medio para obtener influencia económica sobre los países exportadores para servir a los intereses u objetivos de los países sancionadores, no solo con las sanciones económicas sino también aplicando medidas como la condicionalidad de la ayuda humanitaria o la supervisión económica. Estados Unidos, en particular, ha utilizado repetidamente este instrumento en política exterior.
La Unión Europea inició en 2003 el plan de acción para el Comercio, la Gobernanza y la Aplicación de las Leyes Forestales o FLEGT, y posteriormente el Programa de Gobernanza y Aplicación de las Leyes Forestales o FLEG iniciado en 2008, que incluye el reglamento de la madera de la Unión Europea (EUTR), directrices que abordan el comercio de la tala ilegal en la Unión. El plan FLEGT promueve la creación de Acuerdos Voluntarios de Asociación (AVA), que son acuerdos bilaterales entre la UE y países productores de madera propensos a conflictos.  En 2020 la Comisión Europea amplió el reglamento con un documento guía llamado Obligaciones clave y aspectos prácticos de la aplicación de la EUTR - 2019 mediante el cual se mejoró el marco legal de aplicación de la EUTR.La primera ley de la UE dedicada exclusivamente a los llamados recursos de conflicto es el reglamento sobre los minerales de conflicto de la UE que regula mediante diligencia debida la importación de estaño, tantalio, tungsteno y oro, tanto concentrados o como procesados. El término "diligencia debida" significa actuar con cuidado razonable e investigar un asunto antes de tomar una decisión, proceso que deben realizar las propias empresas importadoras, y que en el caso de ser sancionadas lo serían a través de las jurisdicciones nacionales.
La Organización de Naciones Unidas aprobó en 2011 por unanimidad la guía Principios Rectores para las Empresas y los Derechos Humanos, según la cual las empresas tienen la responsabilidad de garantizar que sus actividades no contribuyan a daños y abusos de los derechos humanos bajo debida diligencia. En 2016 la Asamblea de las Naciones Unidas sobre el Medio Ambiente aprobó la resolución UNEP/EA.2/Res.15, en la que reconoce que unos ecosistemas saludables y unos recursos naturales gestionados de manera sostenible contribuyen a reducir el riesgo de los conflictos armados. También promovió el Día Internacional para la Prevención de la Explotación del Medio Ambiente en la Guerra y los Conflictos Armados. En el acuerdo de las Naciones Unidas sobre poblaciones de peces (UNFSA) también se examina brevemente la gestión de recursos en áreas donde no existe soberanía estatal, como en alta mar. Algunos organismos de la ONU que cuentan con herramientas para combatir el comercio de recursos de conflicto son la Organización Mundial de Aduanas, la UNODC o el UNICRI. 
La Organización para la Cooperación y el Desarrollo Económico (OCDE) publicó en 2011 una guía de directrices sobre abastecimiento responsable para las empresas que operan en sus países miembros. Se hace referencia a la guía de diligencia debida de la OCDE como el estándar internacional para ayudar a las empresas a cumplir con sus obligaciones.
La Nueva Asociación para el Desarrollo Económico en África (NEPAD), que se reunió en Abuya en octubre de 2001, representó una importante iniciativa y compromiso por parte de los gobiernos africanos, y como respuesta el G8 puso en marcha en 2002 un plan dirigido a mitigar el impacto de los conflictos militares en África llamado Plan de Acción de África, en el cual se incluyó el apartado 1.5-Trabajar con los gobiernos africanos, la sociedad civil y otros actores para abordar el vínculo entre los conflictos armados y la explotación de los recursos naturales.
A nivel judicial los organismos internacionales que cuentan con legislaciones estables y capacidad de juzgar y sancionar el comercio de recursos de conflicto son muy escasos, y la mayoría de las regulaciones dependen de la voluntad de las empresas de cumplir con las directrices de las guías de buenas prácticas. Los reglamentos de los organismos internacionales dependen de las cortes estatales para su cumplimiento. La Corte Penal Internacional cubre las acciones de individuos, no de empresas, y los convenio internacional para abordar la financiación del terrorismo dependen de las legislaciones de cada Estado.La Interpol, especialmente el grupo de trabajo Fopac (Fondos Procedentes de Actividades Delictivas), constituye un instrumento de cooperación internacional que facilita análisis de delitos y difusión de información, así como asistencia forense entre fuerzas policiales.

### Iniciativas nacionales
Una de las primeras iniciativas de legislación nacional fue la Ley Dodd-Frank, que incluye la Sección 1502 relativa a los minerales de conflicto. Esta ley exige que las empresas estadounidenses que cotizan en bolsa revisen sus cadenas de suministro en busca de estaño, tungsteno, tantalio y oro provenientes del Congo o sus vecinos, y que tomen medidas para abordar cualquier riesgo que encuentren.El Congo y Ruanda también han aprobado leyes similares para todas las empresas que operan en los sectores del estaño, tungsteno, tantalio y oro.
En 2015 la CCCMC (Cámara de Comercio de Importadores y Exportadores de Metales, Minerales y Productos Químicos de China), que es una unidad subordinada del Ministerio de Comercio de China, publicó una guía de directrices de diligencia debida para cadenas de suministro de minerales responsables.

### Iniciativas no gubernanmentales
Existen también otras iniciativas de cooperación entre la industria privada y los Estados que generan estrategias como la aplicación de certificados como el Proceso de Kimberley para los diamantes de conflicto, el certificado PEFC o el FSC para la madera de conflicto.
Otra estrategia es la elaboración de estándares o sistemas de verificación como el estándar Iniciativa de Transparencia en la Industria Extractiva (EITI) para petróleo, gas y minerales, la lista CAHRA sobre zonas de conflicto y alto riesgo elaborada por la organización RAND y la European Partnership for Responsible Minerals (EPRM) o la Norma TCO para material electrónico, el certificado Fairtrade para productos alimentarios, la certificación B Corp para empresas mercantiles. 

## Casos activos
Para ver una descripción más detallada de los conflictos y los recursos implicados ver los artículos principales de la madera de conflicto, los minerales de conflicto, el petróleo de conflicto o los diamantes de conflicto.
| País | Duración      | Estatus según el Reglamento (UE) 2017/821 de 3TG | Sanciones activas de las Naciones Unidas | Recursos principales |
| --- | ------------- | ------------------------------------------------ | ---------------------------------------- | --- |
| Afganistán (serie de guerras en Afganistán, Talibán)                                                                     | 1978-presente | Activo                                           | Activo                                   | Piedras preciosas, madera, opio, oro |
| Angola (guerra de Cabinda)                                                                                               | 1975-presente |                                                  |                                          | Petróleo |
| Bielorrusia (invasión rusa de Ucrania)                                                                                   | 2022-presente | Activo                                           |                                          | Titanio, carbón, gases nobles (criptón, neón, xenón), platino, paladio, ferroaleaciones de manganeso, caolinita, potasa, madera |
| Birmania (conflicto interno de Birmania, guerra civil birmana)                                                           | 1949-presente | Activo                                           |                                          | Madera, estaño, piedras preciosas, opio, oro, tungsteno, tierras raras |
| Burkina Faso (insurgencia islamista)                                                                                     | 2014-presente | Activo                                           |                                          | Oro |
| Burundi (crisis política)                                                                                                | 2015-presente | Activo                                           |                                          | Oro, tungsteno, estaño, tántalo, niobio, madera, cobre, uranio, níquel, turba, platino, cobalto |
| Camerún (conflicto separatista, insurgencia de Boko Haram)                                                               | 2016-presente | Activo                                           |                                          | Oro, madera |
| Chad, región de Lad (insurgencia de Boko Haram, insurgencia en el norte de Chad)                                         | 2015-presente | Activo                                           |                                          | Oro, marfil |
| Colombia (conflicto armado interno de Colombia)                                                                          | 1964-presente | Activo                                           |                                          | Petróleo, oro, cocaína, madera, esmeraldas, tungsteno, estaño, tántalo, niobio |
| Corea del Norte (programa nuclear)                                                                                       | 2009-presente |                                                  |                                          | Armas, productos tecnológicos o militares, productos financieros, derechos de pesca, carbón, hierro o mena de hierro, cobre, níquel, plata, zinc, gas natural, petróleo y derivados, tierra y piedra, incluidas magnesita y magnesia, productos alimenticios y agrícolas, oro, metales preciosos, diamantes, titanio, vanadio, minerales de tierras raras, productos de lujo, maquinaria industrial, vehículos, textiles, estatuas, marisco. |
| Egipto, gobernación de Sinaí del Norte (insurgencia islamista)                                                           | 2011-presente | Activo                                           |                                          | Oro, estaño, tántalo, niobio |
| Eritrea (dictadura de Isaias Afewerki)                                                                                   | 1991-presente | Activo                                           |                                          | Oro |
| Estado Islámico y Al Qaeda                                                                                               | 1999-presente |                                                  | Activo                                   | Petróleo, recursos naturales, antigüedades, productos químicos, productos agrícolas |
| Etiopía, (guerra de Amhara, conflicto oromo, guerra de Tigray)                                                           | 2023-presente | Activo                                           |                                          | Oro, tántalo, niobio, vanadio |
| Filipinas (insurgencia moro y comunista)                                                                                 | 1969-presente | Activo                                           |                                          | Oro, tántalo, niobio |
| Guinea-Bisáu (crisis política)                                                                                           | 2012-presente |                                                  | Activo                                   | Madera |
| India, estado de Chhattisgarh (insurgencia naxalita)                                                                     | 1967-presente | Activo                                           |                                          | Oro, tungsteno, estaño, tántalo, niobio |
| India, conflicto de Cachemira                                                                                            | 1947-presente | Activo                                           |                                          | Oro, estaño, tántalo, niobio, madera |
| Indonesia (conflicto separatista de Papúa)                                                                               | 1969-presente |                                                  |                                          | Cobre, oro, madera |
| Irak (conflicto en Irak)                                                                                                 |               |                                                  | Activo                                   | Propiedades de personas asociadas a Sadam Hussein |
| Israel (guerra Israel-Gaza)                                                                                              | 2023-presente |                                                  |                                          | Gas |
| Libia (crisis libia) | 2011-presente | Activo                                           | Activo                                   | Oro, petróleo |
| Malí (guerra de Malí) | 2006-presente | Activo                                           |                                          | Oro |
| Marruecos (conflicto del Sahara Occidental)                                                                              | 1975-presente |                                                  |                                          | Petróleo, gas, fosfatos, energías renovables, tomates |
| México (guerra contra el narcotráfico)                                                                                   | 2014-presente |                                                  |                                          | Madera |
| Mozambique, provincia de Cabo Delgado (insurgencia islamista)                                                            | 2017-presente | Activo                                           |                                          | Oro, estaño, tántalo, niobio, marfil, piedras preciosas |
| Níger (insurgencia islamista)                                                                                            | 2015-presente | Activo                                           |                                          | Oro, estaño |
| Nigeria (insurgencia islamista)                                                                                          | 2009-presente | Activo                                           |                                          | Oro, estaño, tántalo, niobio, tungsteno, ganado |
| Pakistán, región de Baluchistán (conflicto de Baluchistán)                                                               | 1948-presente | Activo                                           |                                          | Oro |
| Perú, Vraem (insurgencia narcoterrorista en el Perú), Loreto (Conflicto en Loreto)                                       | 1978-presente | Activo                                           |                                          | Oro, madera, comercio de animales salvajes |
| República Centroafricana (guerra civil)                                                                                  | 2012-presente | Activo                                           | Activo                                   | Oro, madera, marfil |
| República Democrática del Congo (insurgencias del Ejército de Resistencia del Señor, guerra de Kivu, conflicto de Ituri) | 2003-presente | Activo                                           | Activo                                   | Cobre, coltán, oro, cobalto, diamantes, madera, tungsteno, estaño, tántalo, niobio, marfil, uranio |
| Ruanda (ofensiva del M23)                                                                                                | 2022-presente |                                                  |                                          | Tungsteno, estaño, tántalo, oro |
| Rusia (invasión rusa de Ucrania)                                                                                         | 2022-presente | Activo                                           |                                          | Armas, productos tecnológicos o militares, productos financieros, acero, aluminio, cobre, níquel, metales del grupo del platino, titanio, vanadio, antimonio, potasa, roca fosfórica, tántalo, niobio, oro, petróleo o derivados, gas, gases raros (criptón, neón, xenón), caviar, madera, diamantes, productos de lujo |
| República Saharaui (conflicto del Sahara Occidental)                                                                     | 1975-presente |                                                  |                                          | Petróleo, fosfatos, energías renovables |
| Senegal (conflicto de Casamanza)                                                                                         | 1982-presente |                                                  |                                          | Madera, anacardos |
| Somalia (guerra civil)                                                                                                   | 2009-presente | Activo                                           | Activo                                   | Oro, pescado, carbón |
| Sudán (guerra civil, postconflicto de Darfur)                                                                            | 2023-presente | Activo                                           | Activo                                   | Oro, petróleo |
| Sudán del Sur (guerra civil)                                                                                             | 2013-presente | Activo                                           | Activo                                   | Oro, petróleo, marfil |
| Turquía (conflicto turco-kurdo)                                                                                          | 1978-presente | Activo                                           |                                          | Oro, estaño, tántalo, niobio, tungsteno |
| Venezuela (crisis política)                                                                                              | 2014-presente | Activo                                           |                                          | Oro |
| Yemen (guerra civil) | 2014-presente | Activo                                           | Activo                                   | Oro, petróleo, gas |
| Zimbabue (crisis política)                                                                                               | 2017-presente | Activo                                           |                                          | Oro, estaño, tántalo, niobio, tungsteno |